# 奈良県運転免許センター

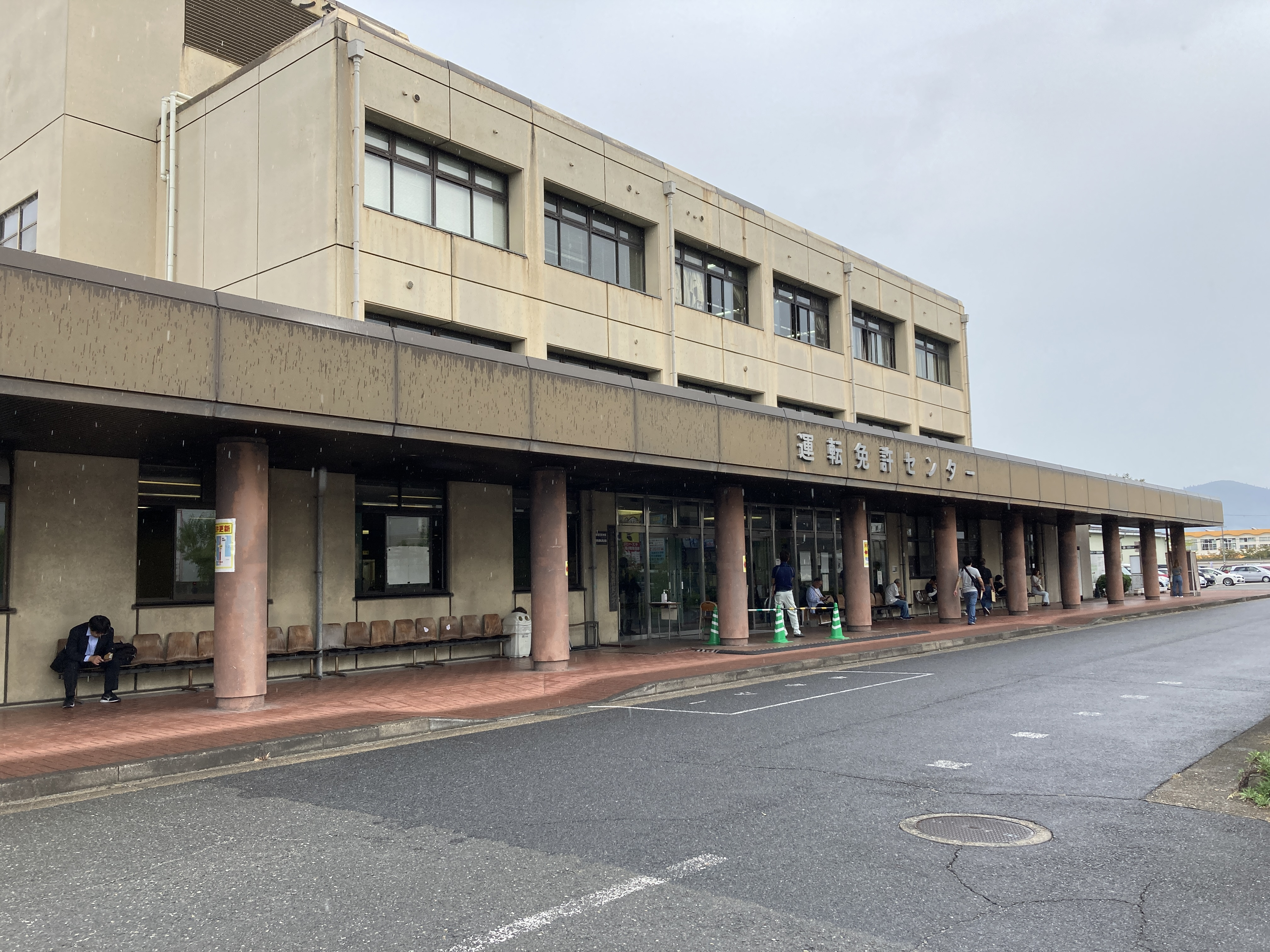
奈良県運転免許センター

奈良県運転免許センター（ならけんうんてんめんきょセンター）は、奈良県橿原市にある奈良県警察が管理する運転免許試験場。

## 概要
1984年（昭和59年）8月に橿原市葛本町に開所した。敷地面積5万6000平方メートル。
施設老朽化が課題になっており、2023年（令和5年）に撤回された「大和平野中央田園都市構想」で取得済みとなっている奈良県田原本町の用地（約6万平方メートル）への移転計画がある。計画では橿原市にある運転免許センターのほか、奈良市にある県警交通機動隊と、宇陀市の県警音楽隊も合わせて田原本町に移転することとなっている。

## 所在地
- 奈良県橿原市葛本町120-3

## 最寄り駅
- 近鉄橿原線 新ノ口駅